# STS–9
Az STS–9 az amerikai űrrepülőgépes program 9., a Columbia űrrepülőgép 6. repülése. Első alkalommal fordult elő, hogy egy űreszközzel hat űrhajós indult szolgálatba.

## Küldetés
Első alkalommal fordult elő, hogy az űrrepülőgép más Űrügynökség (ESA) által adott megbízást is teljesített. A űrrepülőgép program keretein belül először járt a világűrben nem amerikai asztronauta, Merbold, az első nyugat-német, az Európai Űrügynökség (ESA) űrhajósa.

## Jellemzői

### Első nap
1983. november 28-án a szilárd hajtóanyagú gyorsítórakéták (SRB) segítségével Floridából, a Cape Canaveral (KSC) Kennedy Űrközpontból, a LC39–A jelű indítóállványról emelkedett a magasba. Az orbitális pályája 89,5 perces, 57 fokos hajlásszögű, elliptikus pálya perigeuma 241 kilométer, az apogeuma 254 kilométer volt.
Felszálló tömeg indításkor 112 318 kilogramm, műveleti tömege a pályán 99 800 kilogramm, leszálló tömeg 15 088 kilogramm. Szállított hasznos teher felszálláskor/leszállásnál15 088 kilogramm
Az STS–8 repülési mutatóinak elemzése következtében a STS–9 egy hónapos csúszással indulhatott. Indítás előtt az egyik szilárd rakétahajtómű elektronikája hibát jelezett. A javítás elősegítésére első alkalommal fordult elő, hogy az indító pontról az űrrepülőgépet visszaszállították a szerelő épülethez. Az STS–5 űrrepülőgépen külső/belső átalakításokat végeztek. Erősebb rakétamotor, hatékonyabb antenna (Ku-band) került beépítésre. Kibővítették a konyha kapacitását, új hálóhelyeket képeztek. A mikrogravitációs laboratóriumhoz zsilipes összekötő alagutat építettek.
A közös (NASA/ESA) mikrogravitációs kísérletek folytatásához a raktérbe elhelyezték a Spacelab–1 laboratóriumot. A szolgálat ideje alatt az űrhajósok 12 órás váltásban végezték az előírt kutatási, kísérleti feladatokat. Összesen 73 kísérletet végeztek (légköri-, plazma fizikai-, csillagászati-, napfizikai-, anyagtudományi-, technológiai-, élettudományi-, a Föld vizsgálata). A nagy mennyiségű adatátvitelt jól segítette a TDR adattovábbító műhold.
Az űrrepülőgép használata során Garriott volt az első, aki az amatőr rádiósokkal kapcsolatot létesített. A sikeres kommunikáció a későbbi küldetések alatt rendszeressé vált.
A küldetés alatt kettő számítógép lefagyott, de az egyiket sikerült elindítani. A navigációt segítő segédhajtóművek (APU) közül három, hidrazin szivárgás (forrasztási hiba) miatt kigyulladt, de ez a leszállást nem befolyásolta. A leszállás nyolc órát késett (döntés a folytatásra, mentésre). Ellenőrzés során megállapították a jelentős károkozást.

### Tizedik nap
1983. december 8-án Kaliforniában az Edwards légitámaszponton szállt le. Összesen 10 napot, 7 órát, 47 percet és 24 másodpercet töltött a világűrben. 6 913 504 kilométert repült, 167 alkalommal kerülte meg a Földet. Egy különlegesen kialakított Boeing 747 tetején december 15-én visszatért kiinduló bázisára.

## Személyzet
(zárójelben a repülések száma az STS–9 küldetéssel együtt)
- John Young (6), parancsnok
- Brewster Shaw (1), pilóta
- Owen Kay Garriott (2), küldetésfelelős
- Robert Parker (1), küldetésfelelős
- Ulf Merbold (1), rakományfelelős, (Európai Űrügynökség (ESA), Nyugat-Németország)
- Byron Lichtenberg (1), rakományfelelős

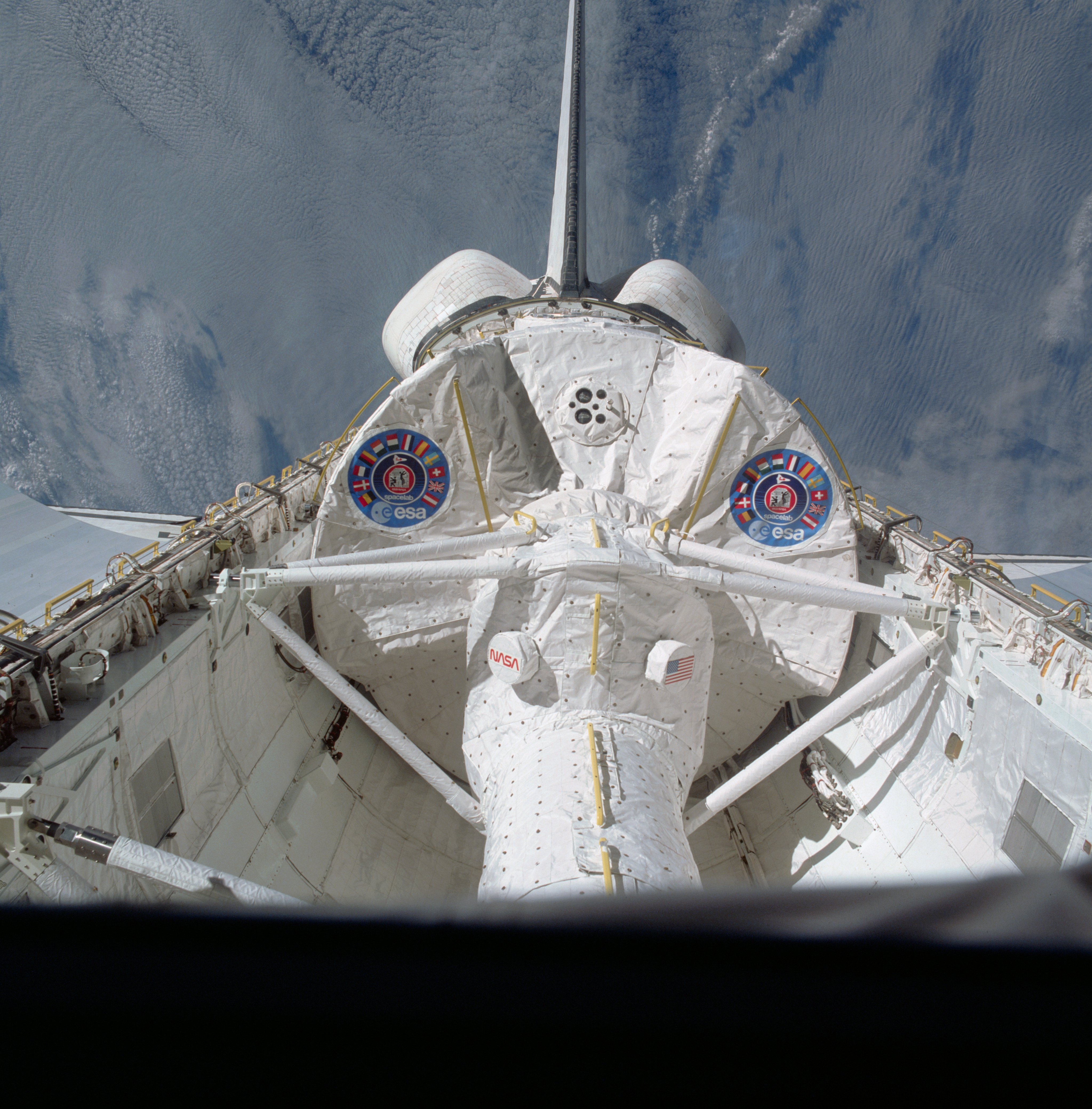
A Spacelab modul

### Visszatérő személyzet
- John Young (6), parancsnok
- Brewster Shaw (1), pilóta
- Owen Kay Garriott (2), küldetésfelelős
- Robert Parker (1), küldetésfelelős
- Ulf Dietrich Merbold (1), rakományfelelős, (ESA, Nyugat-Németország)
- Byron Lichtenberg (1), rakományfelelős

### Tartalék személyzet
- Wubbo Ockels, rakományfelelős, (ESA, Hollandia)
- Michael Lampton, rakományfelelős